# Brachygasterina bochica
Brachygasterina bochica är en tvåvingeart som beskrevs av Soares och Carvalho 2007. Brachygasterina bochica ingår i släktet Brachygasterina och familjen husflugor.
Artens utbredningsområde är Colombia. Inga underarter finns listade i Catalogue of Life.